# تجویدی
تجویدی یک نام خانوادگی است. افراد سرشناس با این نام از این قرارند:
- عباس تجویدی (زادهٔ ۱۳۲۰)، نوازنده ویولن
- علی تجویدی (۱۲۹۸–۱۳۸۴)، نوازنده ویولن و سه‌تار، آهنگساز، پژوهشگر و نویسنده اهل ایران
- علی‌اکبر تجویدی (۱۳۰۵–۱۳۹۶)، نقاش، پژوهشگر، باستان‌شناس و نگارگر اهل ایران
- هادی تجویدی (۱۲۷۲ – ۱۳۱۸)، نگارگر، نوازنده و هنرمند ایرانی